# Uvaria sassandrensis
Uvaria sassandrensis este o specie de plante angiosperme din genul Uvaria, familia Annonaceae, descrisă de Jongkind. Conform Catalogue of Life specia Uvaria sassandrensis nu are subspecii cunoscute.